# Őrtilos
Őrtilos (horvátul: Tiluš) község Somogy vármegyében, a Csurgói járásban.

## Fekvése
Őrtilos a Dráva folyó bal partján fekszik: a községközpont a folyótól 1–2 km-re, Szentmihályhegy településrész közvetlenül a folyó mellett: a Mura itt ömlik bele a Drávába. Nagykanizsa-Gyékényes közti 6804-es útból Zákányfalunál leágazó 68 118-as út mentén. A hazai vasútvonalak közül a települést a Budapest–Murakeresztúr-vasútvonal érinti, melynek egy megállási pontja van itt; Őrtilos vasútállomás Szentmihályhegynél található, a 68 118-as út végpontjánál. A legközelebbi városok Csurgó és Nagykanizsa, előbbitől mintegy 20, utóbbitól 22 kilométerre terül el.

## Története
Őrtilos nevét először az 1400-as évek legelején említik oklevelek Ewr formában. Földbirtokosai az idők során gyakran változtak. Az 1700-as évek elején a leírások Őr-t (Eör), mint római katolikus horvát falut említik. Manapság a községben nagyobb számban fellelhető vezetéknevek (például Navracsics, Iváncsics, Kalinics, Spolarics) egyértelműen utalnak ezekre az időkre. Az 1760-as években már megindulnak magyar bevándorlások a faluba. Ebben az időszakban a leírásokban már két néven is említik, néha Őr, néha pedig Tilos néven. Ezeket még az 1800-as évek végén is felváltva használják különböző okmányokon. Nevében az Őr a középkorban itt élő határvédő őrök lakhelyére és birtokára utal, a későbbi Tilos pedig feltehetően tilos területet jelentett.
Szentmihályhegy az akkor még Légrádhegyen (Légrád a Dráva túloldalán, ma Horvátország területén található község) 1740-ben felépített, Szent Mihályról elnevezett falazott kápolnáról kapta ma is használatos nevét. 1848. szeptember 14-én Jellasics horvát bán seregeinek egyik drávai átkelési pontja Légrádhegy volt. Ma is láthatók azok a földsáncok, amiket ástak az itteni ágyúk védelmére. Korabeli hadijelentésekből kiderül, hogy Perczel Mór személyesen vezényelte a magyar sereget Légrádhegyen. Szentmihályhegy ma Őrtilos község része, de 1949-ig jelentős része a Légrádban élők birtoka volt és át is járhattak azt művelni.

## Közélete

### Polgármesterei
- 1990–1994: Navracsics József (független)[4]
- 1994–1998: Navracsics József (független)[5]
- 1998–2002: Levák Jánosné (független)[6]
- 2002–2006: Kunos Zoltán Lajosné (független)[7]
- 2006–2010: Kunos Zoltánné (független)[8]
- 2010–2014: Kunos Zoltánné (független)[9]
- 2014–2019: Kunos Zoltán Lajosné (független)[10]
- 2019–2022: Kelei Zita (független)[11]
- 2022–2024: Kelei Zita (Fidesz–KDNP)[12]
- 2024– : Kelei Zita (Fidesz–KDNP)[1]

A településen 2022. július 3-án időközi polgármester-választást (és képviselő-testületi választást) kellett tartani, mert a korábbi képviselő-testület 2020 szeptemberének végén feloszlatta magát. A választást eredetileg még 2021. január 10-ére írták ki, de abban az időpontban már nem lehetett megtartani, a koronavírus-járvány kapcsán elrendelt korlátozások miatt, és új időpontot sem lehetett kitűzni azok feloldásáig. A választáson a hivatalban lévő polgármester is elindult, és kétharmados szavazati arányt megközelítő eredményével meg is tarthatta pozícióját.

## Népesség
A település népességének változása:
| Lakosok száma | 474  | 464  | 460  | 369  | 440  | 428  | 397  |
|               | 2013 | 2014 | 2015 | 2021 | 2022 | 2023 | 2024 |

A 2011-es népszámlálás során a lakosok 97%-a magyarnak, 10,1% cigánynak, 0,4% horvátnak, 0,2% szerbnek mondta magát (2,8% nem nyilatkozott; a kettős identitások miatt a végösszeg nagyobb lehet 100%-nál). A vallási megoszlás a következő volt: római katolikus 82,3%, református 3%, evangélikus 0,4%, görögkatolikus 0,2%, felekezet nélküli 6,4% (7,6% nem nyilatkozott).
2022-ben a lakosság 95,5%-a vallotta magát magyarnak, 6,6% cigánynak, 1,1% németnek, 0,2% horvátnak, 1,1% egyéb, nem hazai nemzetiségűnek (4,3% nem nyilatkozott; a kettős identitások miatt a végösszeg nagyobb lehet 100%-nál). Vallásuk szerint 63,6% volt római katolikus, 2% református, 1,1% evangélikus, 0,5% egyéb keresztény, 1,8% egyéb katolikus, 7,3% felekezeten kívüli (23,6% nem válaszolt).

## Nevezetességei
Ezen a helyen torkollik a Mura folyó a Drávába, ami Őrtilos környékét a természetkedvelők, természetbúvárok paradicsomává teszi. Innen indulnak a vízitúrázók kalandos útjukra, és itt halad el a „Három folyó” nemzetközi kerékpártúra útvonala is.
A Szentmihályhegyen épült templomtól gyönyörű kilátás nyílik a kanyargó folyóra, a változatos arculatú ártéri erdőkre, apró zátonyokra. A hegyről az ártéren át vezet az „Őrtilosi Tanösvény”, bemutatva a terület természeti értékeit. A Drávát kísérő magaspart őrtilosi szakaszának egyik legszebb panorámát nyújtó pontján található a Fesztung, az 1848–49-es forradalom és szabadságharc emlékhelye.
A piros kereszttel jelzett túraútvonalon található az a feltételezett Új-Zrínyivár, amivel az egykor Zrínyi Miklós által építtetett palánkvárnak, illetve a hazát védelmező hadvezérnek állítottak méltó emléket.
Az Új-Zrínyivár feltárása során előkerült és rekonstruált Zrínyi-kút (hadikút) újabb jelentős nevezetessége lett Őrtilosnak (avatása 2020. június 10-én) és ezzel a környék turizmusa új lendületet nyerhet. Az épülő új kerékpárúttal együtt Őrtilos beilleszthető lesz a Drávához és a Murához utazók programjába, és színesítheti a látnivalókat. A helyiek ma is számon tartják, hogy Zrínyi földjét alkották egykor, és a hagyományőrző egyesület, az önkormányzat rendezvényeket szerveznek az emlékezéshez.

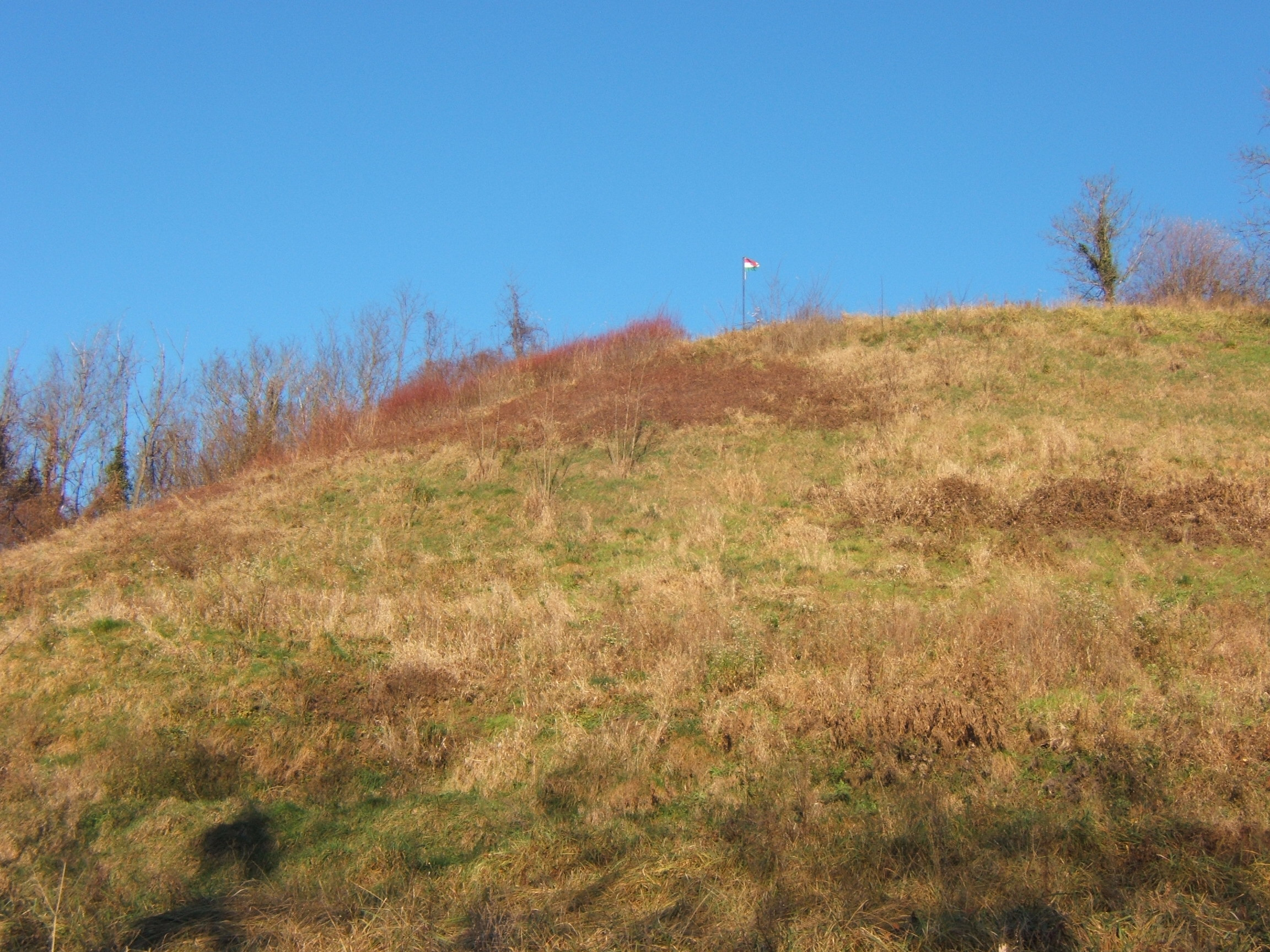
A Fesztung, rajta 1848-as emlékmű
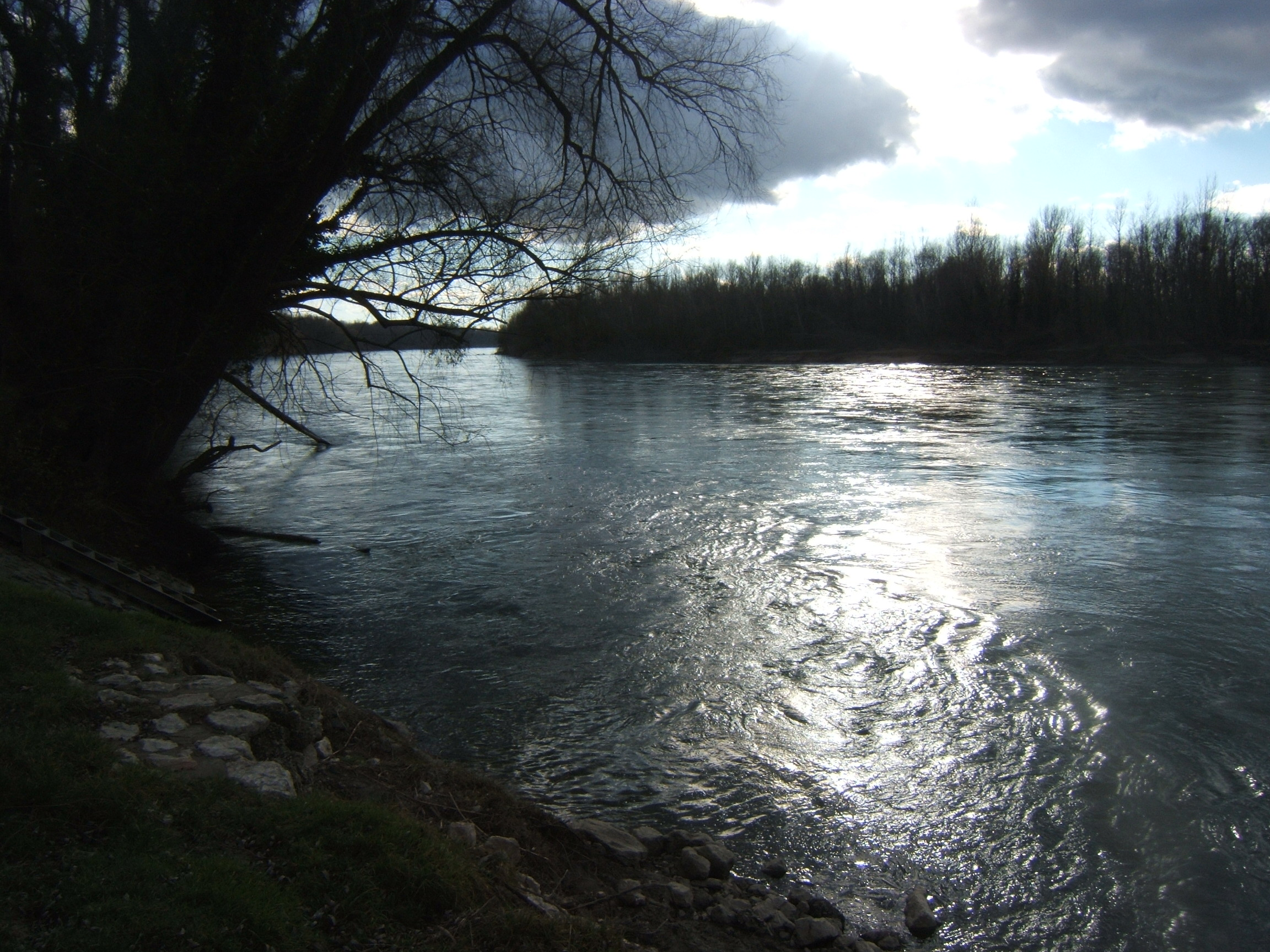
A Dráva Őrtilosnál
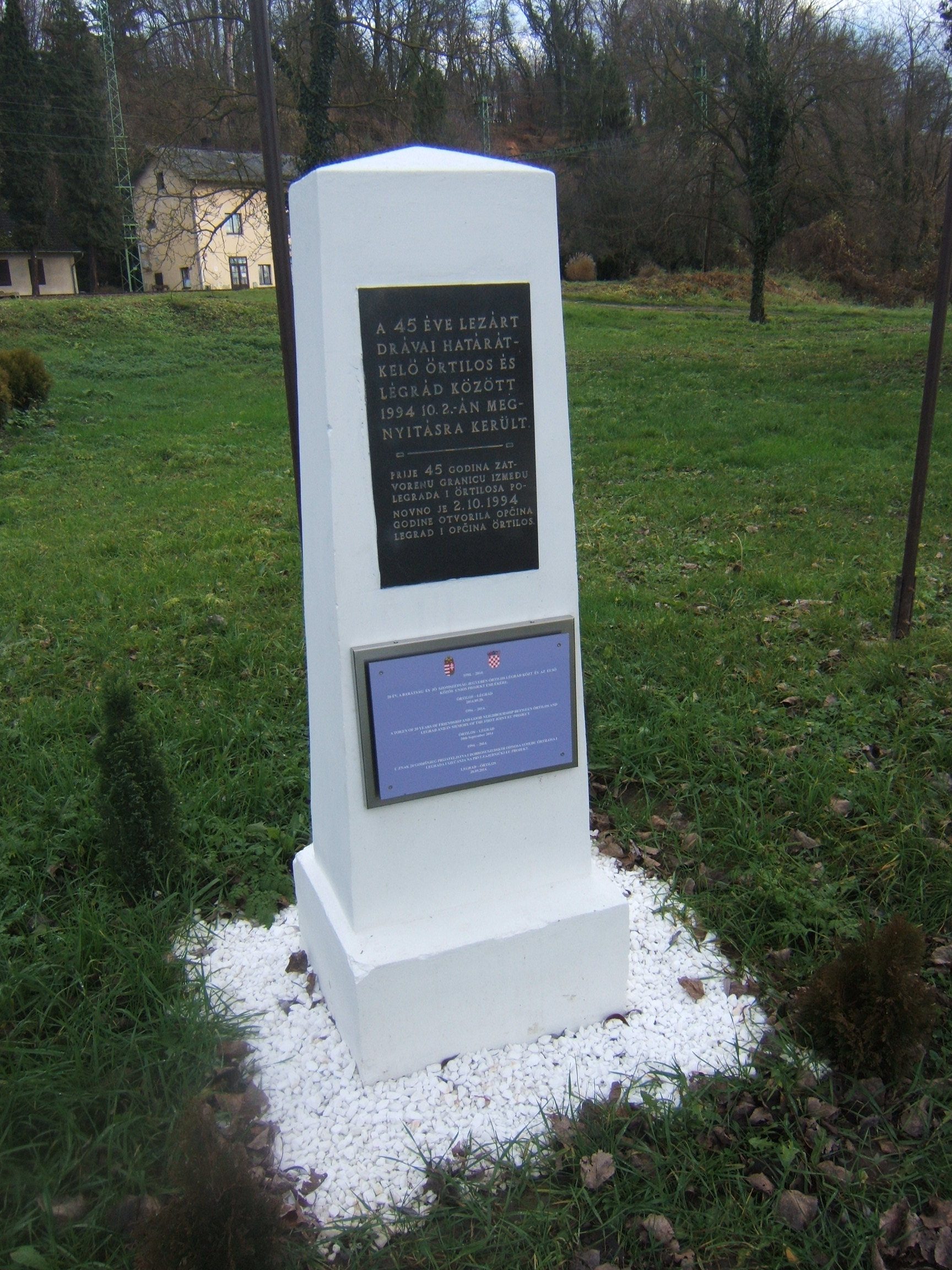
Határnyitási emlékkő
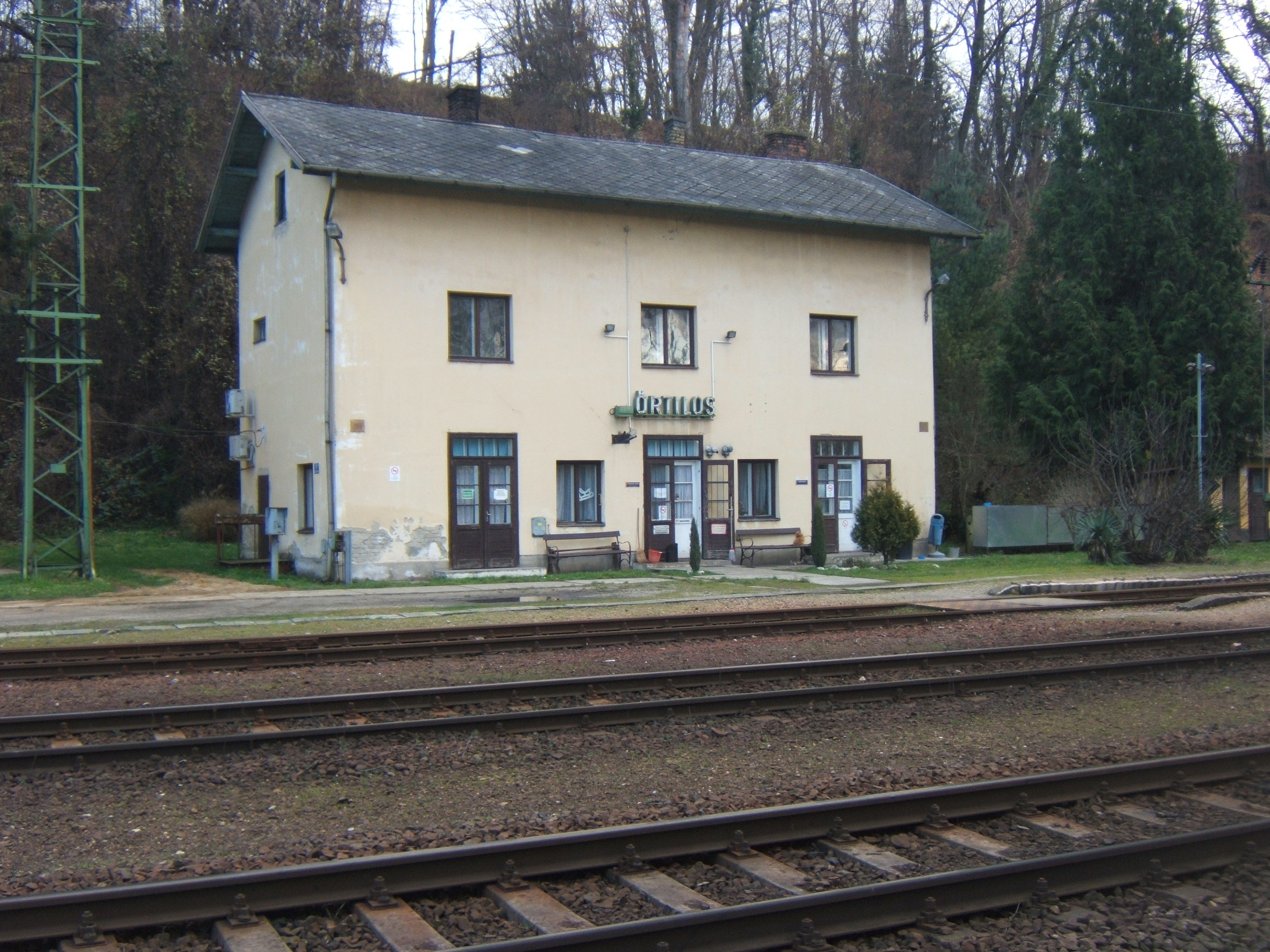
Őrtilos vasútállomás